# ألفريدو
ألفريدو (بالبرتغالية: Alfredo Francisco Martins) هو لاعب كرة قدم برازيلي، ولد في 6 يوليو 1992 في أمريكانا في البرازيل. لعب مع نادي ساو باولو.

## وصلات خارجية
- ألفريدو على موقع قاعدة بيانات كرة القدم.إي يو (الإنجليزية)
- ألفريدو على موقع Soccerway.com (الإنجليزية)